# Sabiaguaba
Sabiaguaba är en stadsdel i Fortaleza i delstaten Ceará i Brasilien. Stadsdelen är bara till liten del bebyggd och har stora naturområden. Folkmängden är 2117 personer (2010) och befolkningstätheten 209 invånare per km². 
Sabiaguaga ligger vid Atlantkusten mellan floderna Cocó och Pacoti samt Precaburasjön i väster. Angränsande stadsdelar är Lagoa Redonda, Sapiranga/Coité och Edson Queiroz samt över kommungränsen Aquiraz och Eusébio. Den är en del av kommunen Fortalezas 25:e territorium. 
För att ge den närliggande kommunen Eusébio tillgång till kustzonen har föreslagits ett utbyte av mark med Fortaleza. En 2,3 km lång strandsträcka vid Abreulândia som idag ligger i Sabiaguaba skulle då övergå till Eusébio. 
En större väg korsar stadsdelen, Rua Sabiaguaba / Rodovia Deputado Joaquim Noronha Mota (CE-010), från bron över floden Cocó i norr till korsningen med Avenida Manoel Mavignier och kommungränsen mot Eusébio i söder.
Bussförbindelser till norra Sabiaguaba, Abreulândia samt Gereberaba finns via sex linjer, alla från terminalen i Messejana.

## Rekreationsområde
I Abreulândia fanns tidigare fritidsbyar för anställda vid telefonbolaget Teleceará och elbolaget Coelce. Namnet på den senare används idag som populärnamn på hela stranden: Cofeco (Colônia de Férias dos Empregados da Companhia Elétrica do Ceará). 
I Abreulândia finns hus och lägenheter för uthyrning. I norra Sabiaguaba finns campingplats.
Strandregionen är ett lättillgängligt rekreationsområde, populärt för bad, surfing, kitesurfing, beachvolley, fiske och andra strandaktiviteter. Från sanddynerna i norra delen av Sabiaguaba utövas mountainbiking, skärmflygning och sandboarding. Vid floderna Pacoti och Cocó finns uthyrning av SUP och kanoter. 
Den stora sanddynen vid Rua Sabiaguaba är en populär sevärdhet, särskilt vid solnedgången, med vidsträckt utsikt över hela Fortaleza.
Vid Cocófloden och Abreulândiastranden finns strandrestauranger, barracas. Ett centrum för traditionell gastronomi planeras i restaurangområdet mellan Cocófloden och Rua Sabiaguaba.

Bilder från Sabiaguaba
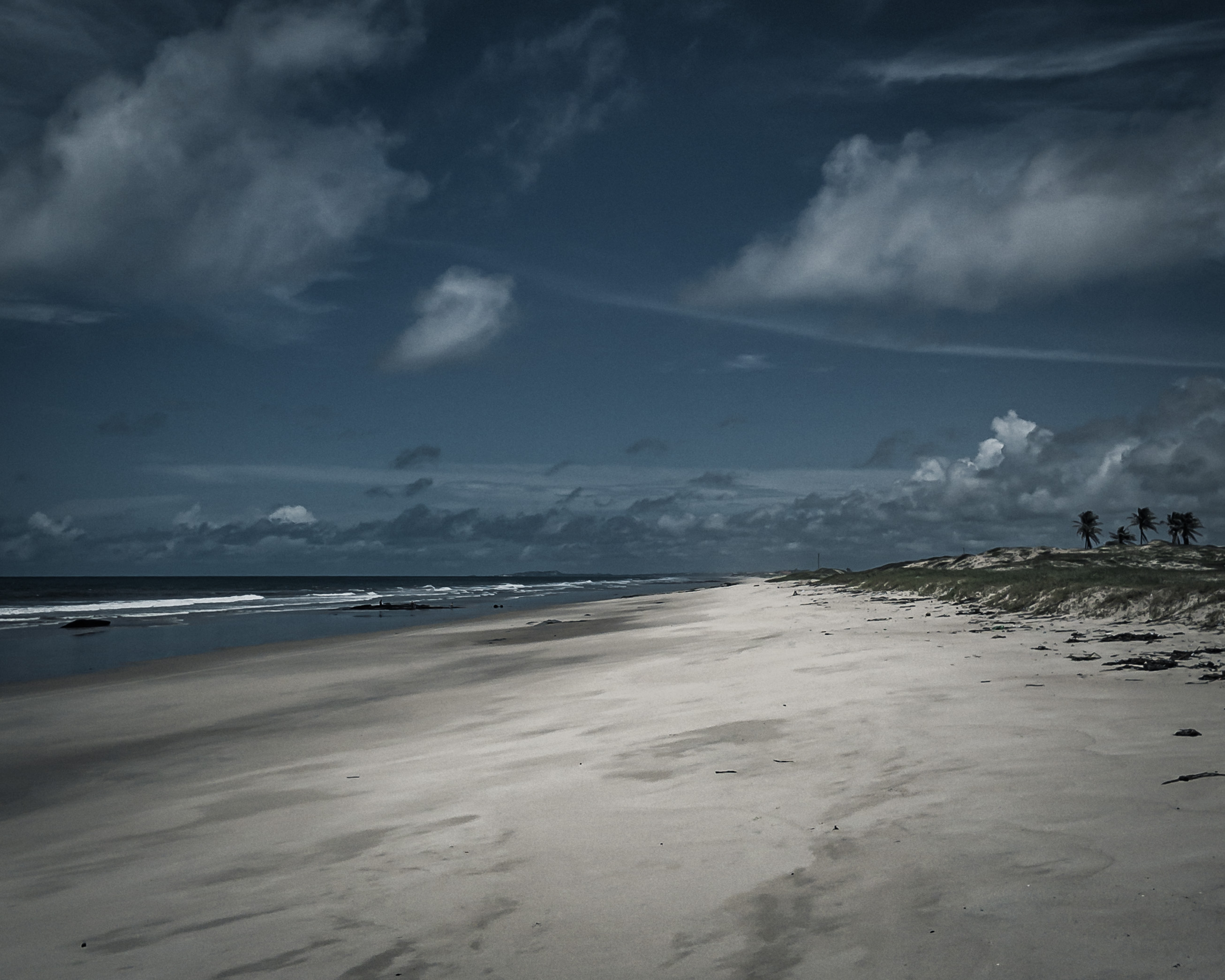
Stranden i Sabiaguaba
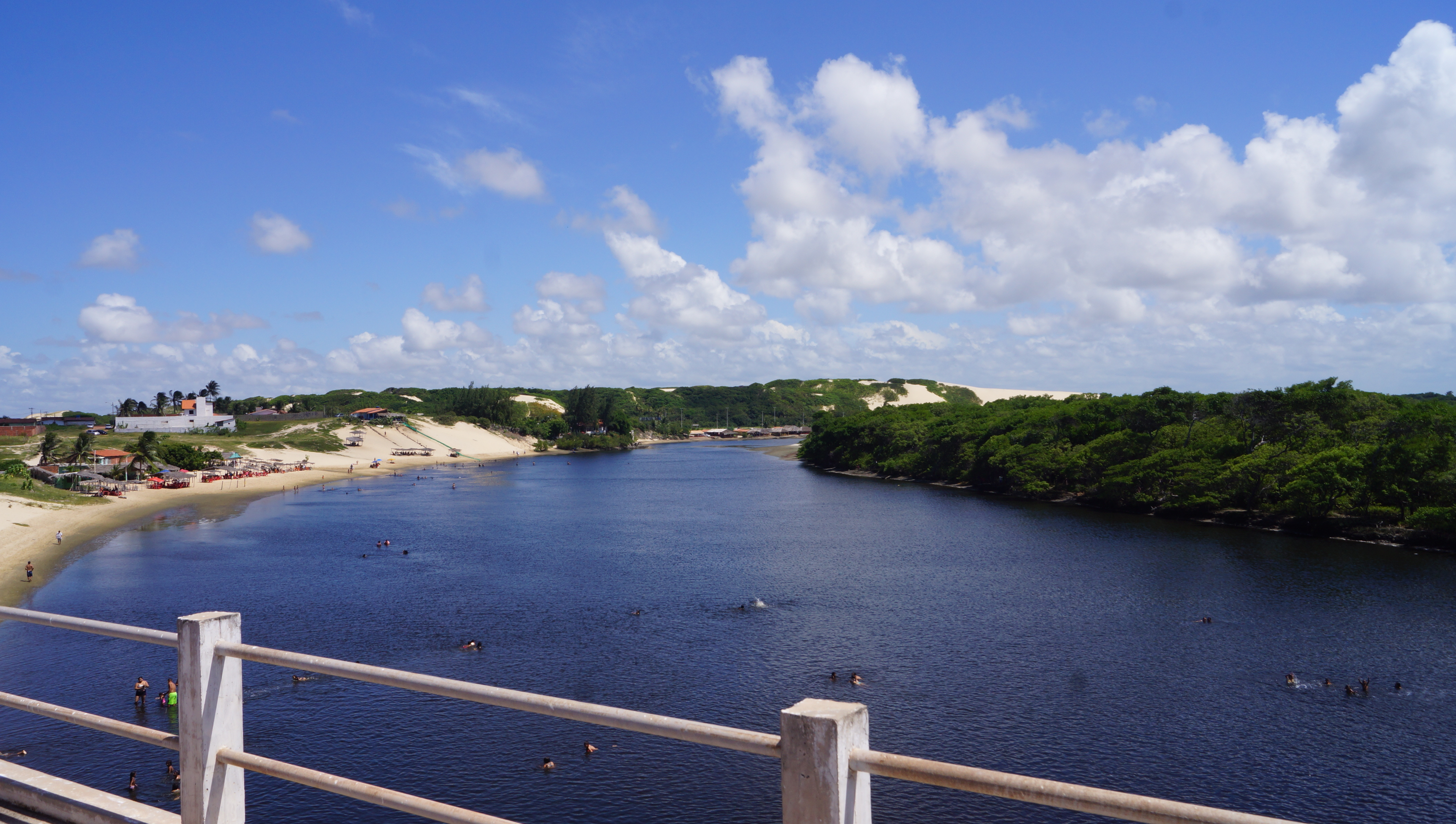
Floden Cocó vid bron över till Caça e Pesca
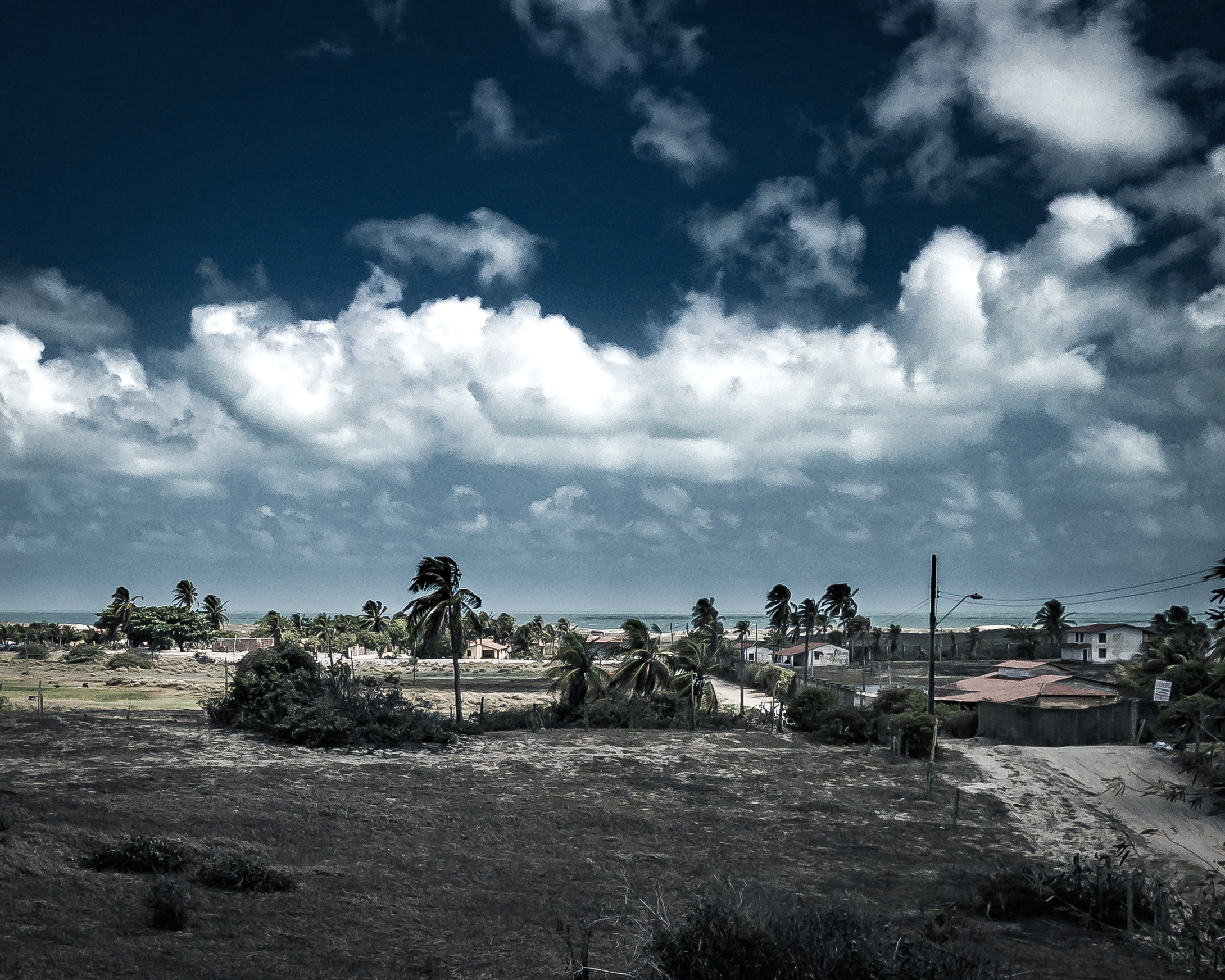
Abreulândia
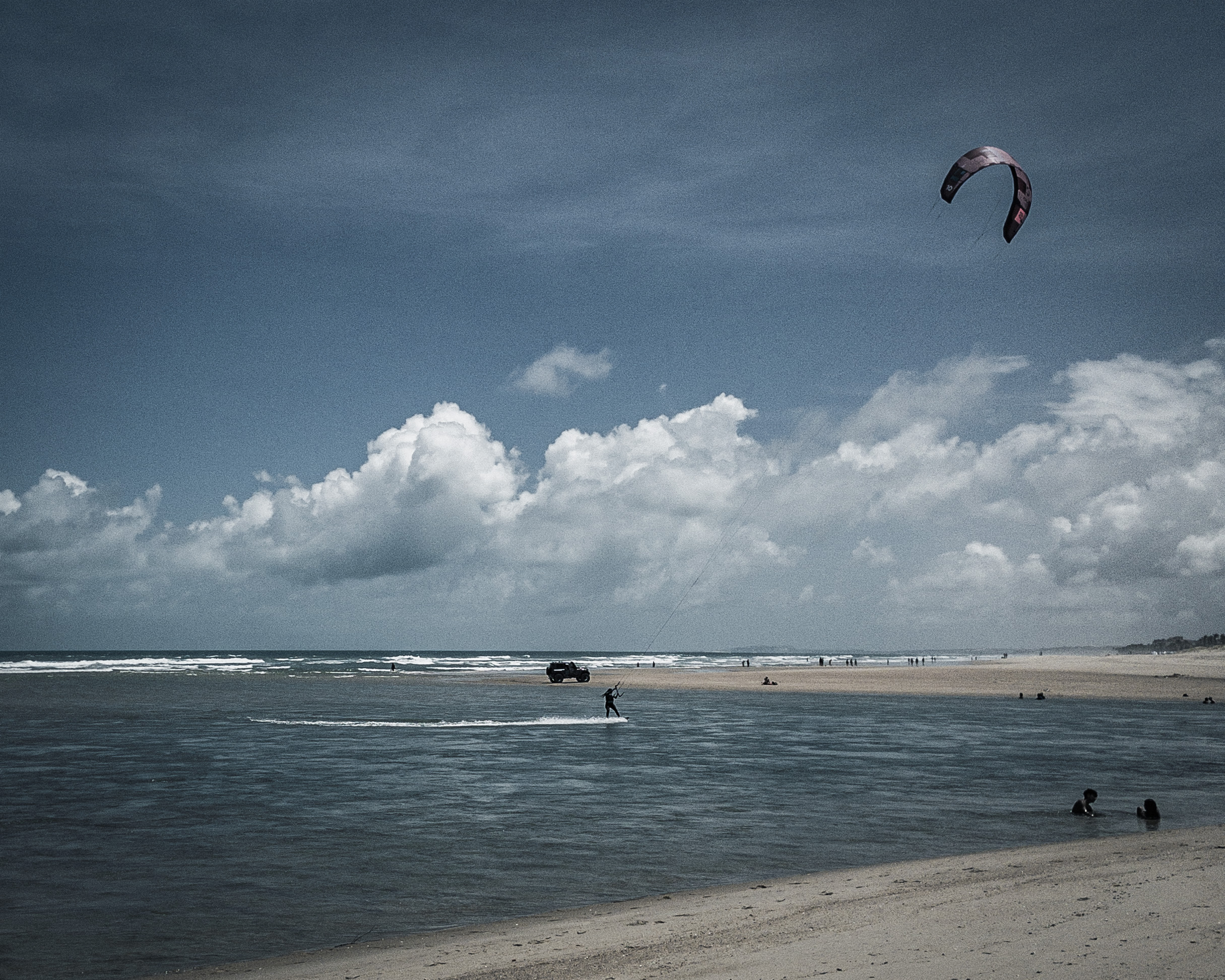
Kitesurfare i Pacotifloden
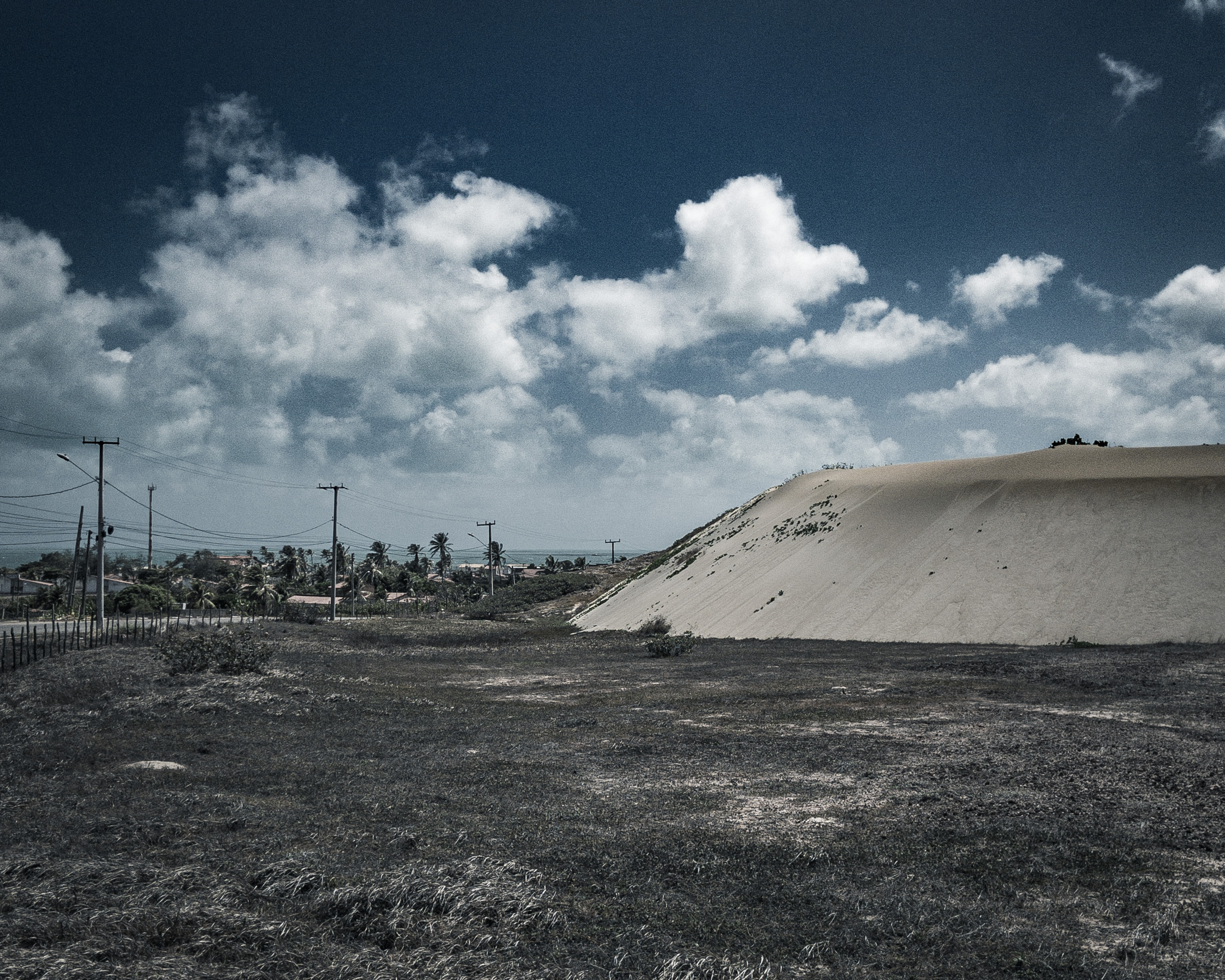
Sanddyn vid Abreulândia
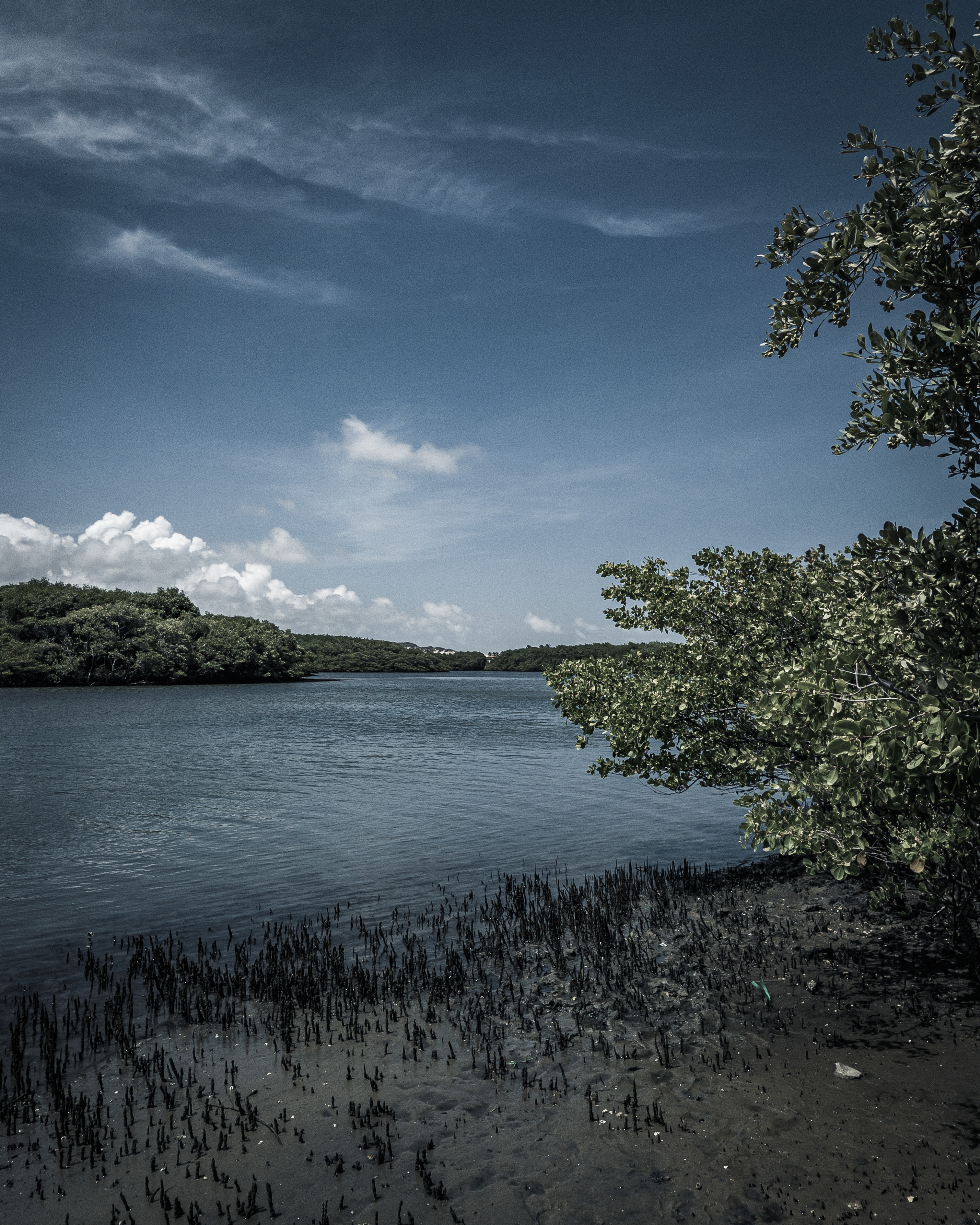
Mangroveskog i Pacotifloden

## Natur och djurliv
Endast en mindre del av Sabiaguaba är bebyggd. Största delen är naturområden med sanddyner, mangroveskog och floderna Cocós och Pacotis mynningar i Atlanten. I den rika faunan finns bland annat ozelot, krabbätande tvättbjörn, borstbälta, opossum, vit silkesapa, vit hackspett, olika kolibrier, falken tofskarakara, prärieuggla, grön leguan och bladskärarmyra 
Stora delar av stadsdelen är skyddade:
- Área de Proteção Ambiental da Sabiaguaba. Kommunalt miljöskyddsområde 2006. [6] [7]
- Parque Natural Municipal das Dunas de Sabiaguaba. Kommunalt miljövårdsområde 2006. [6] [8]
- Área de Proteção Ambiental do Rio Pacoti. Delstatligt miljöskyddsområde 2000. [9]

Även området runt Precaburasjön föreslås få bevarandeskydd. 

Djurliv
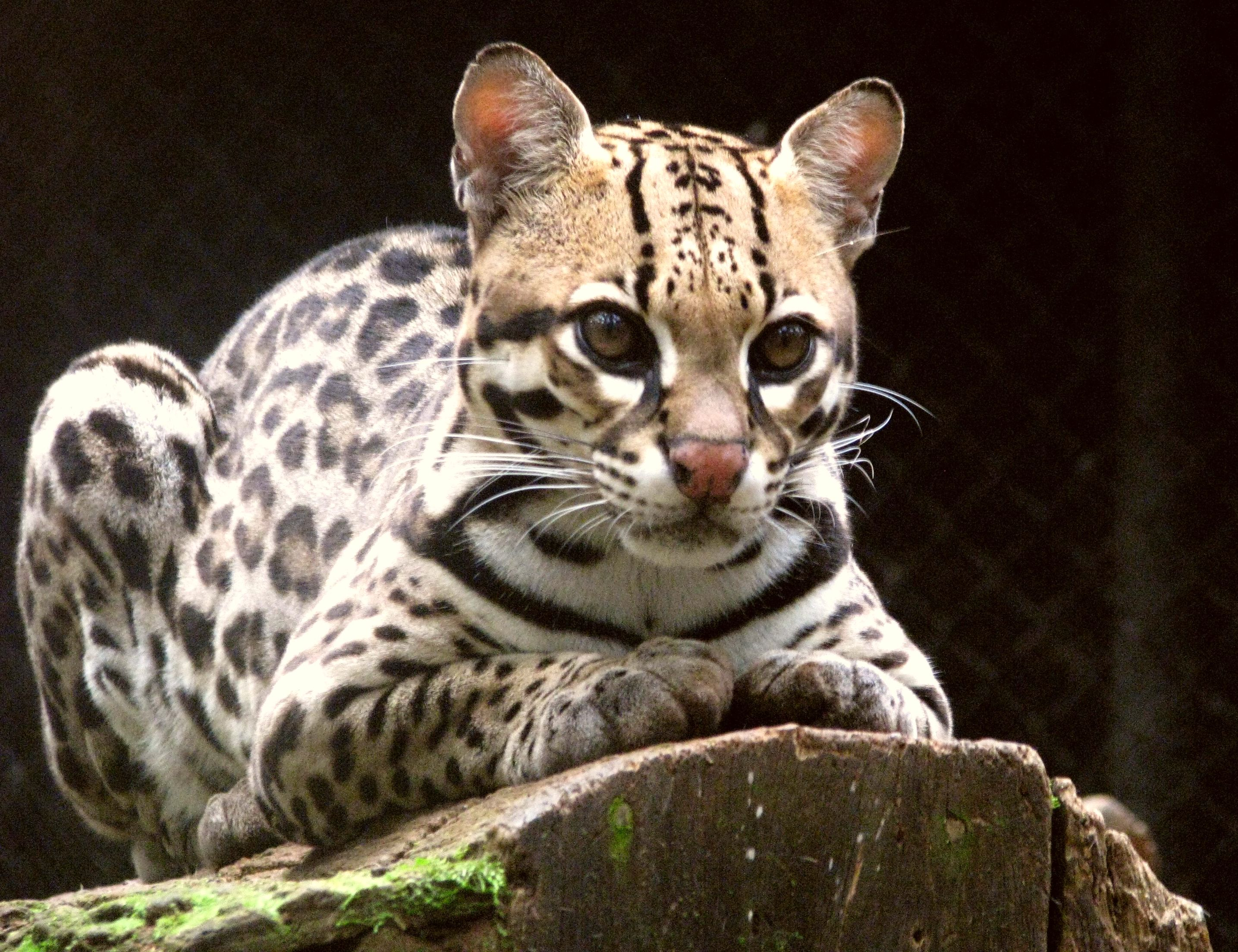
Ozelot
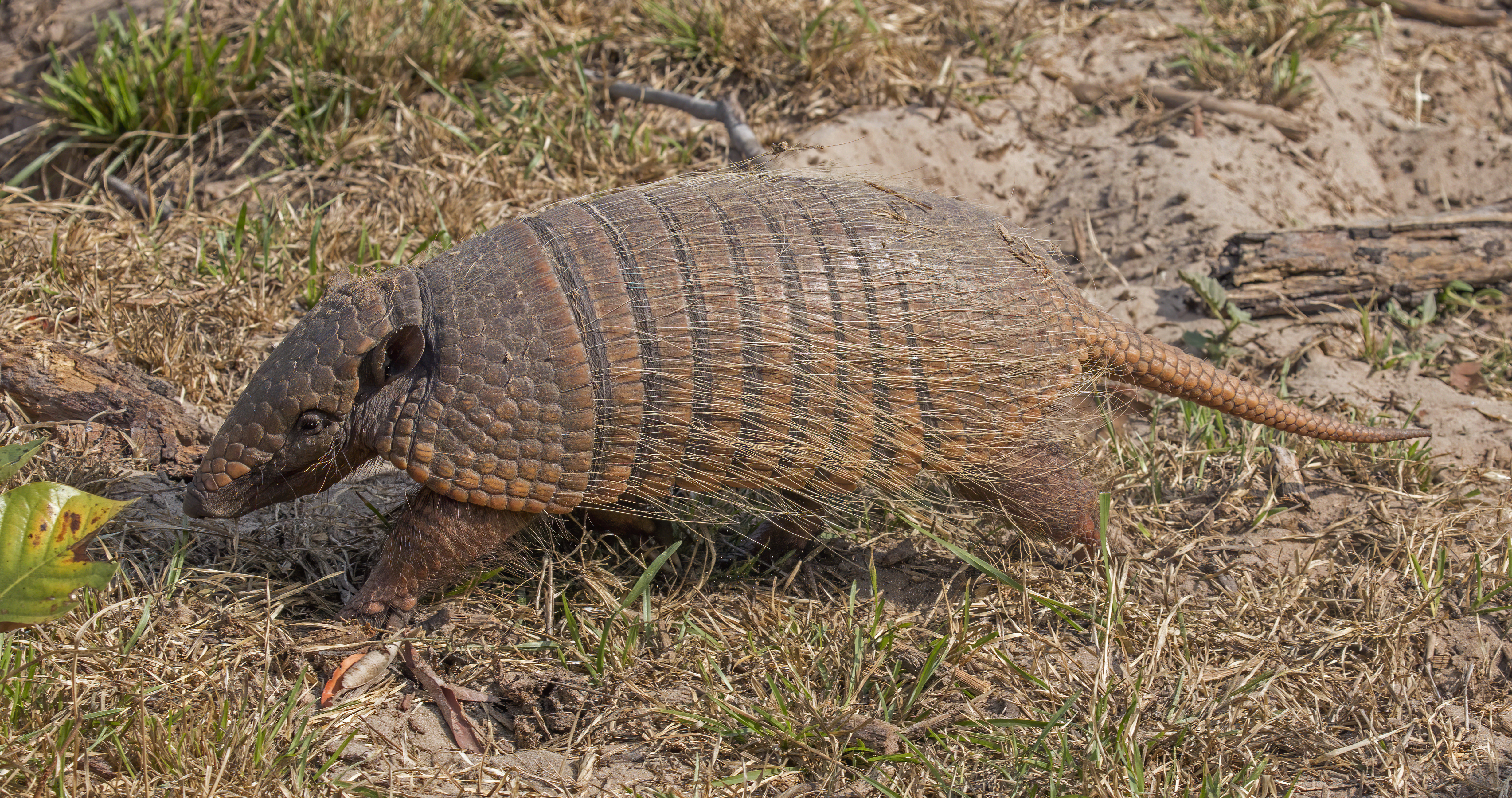
Borstbälta
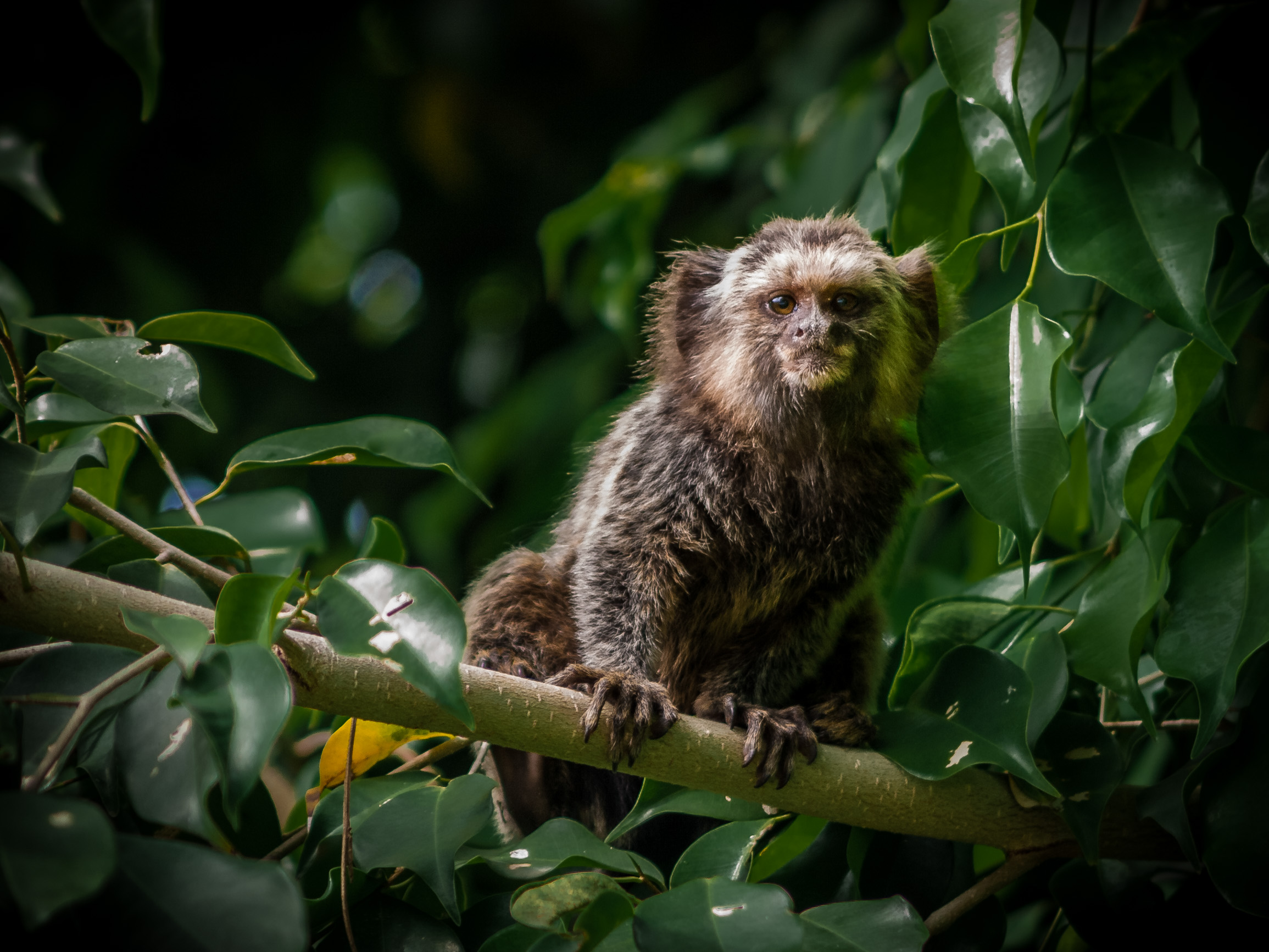
Vit silkesapa
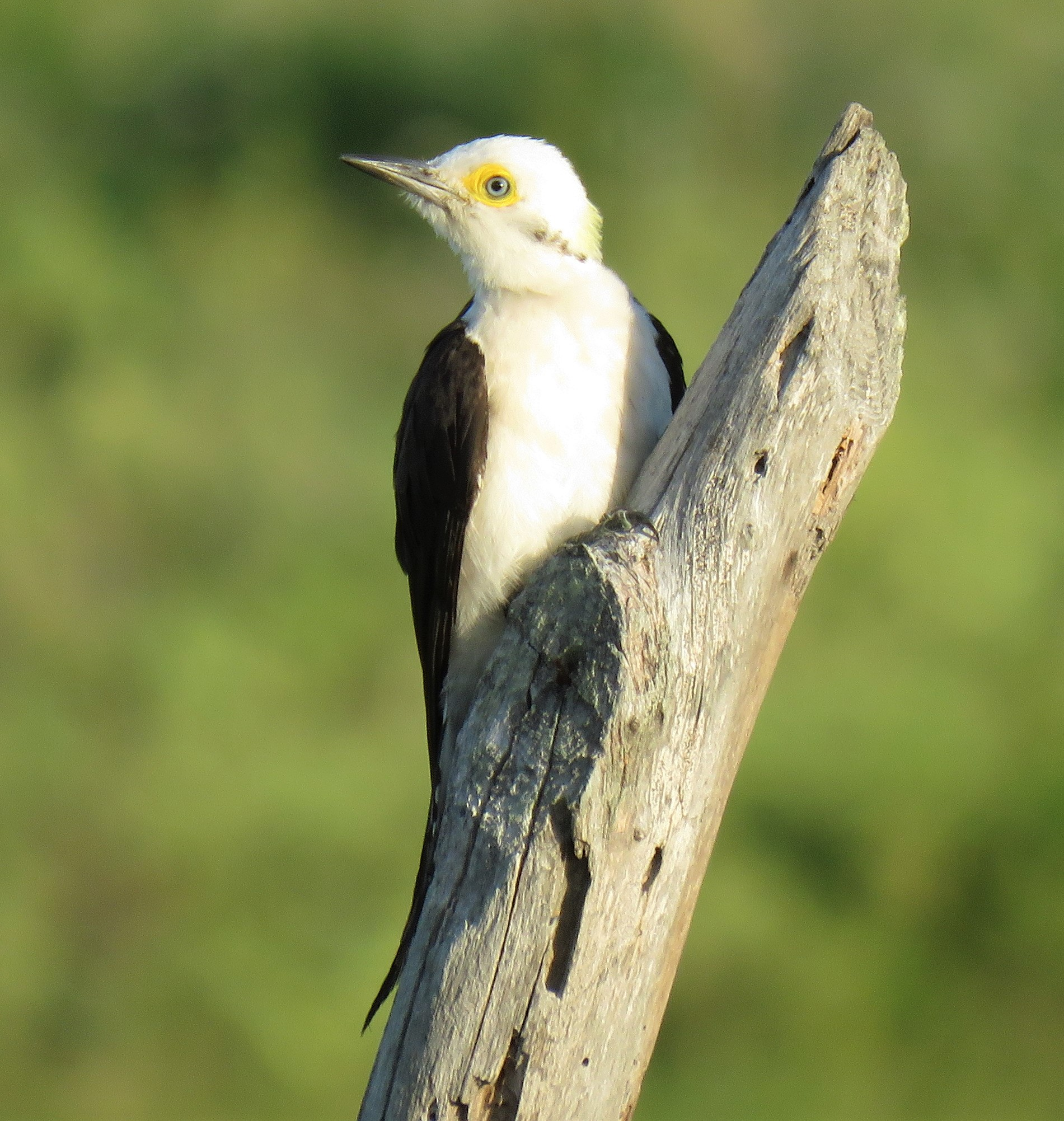
Vit hackspett
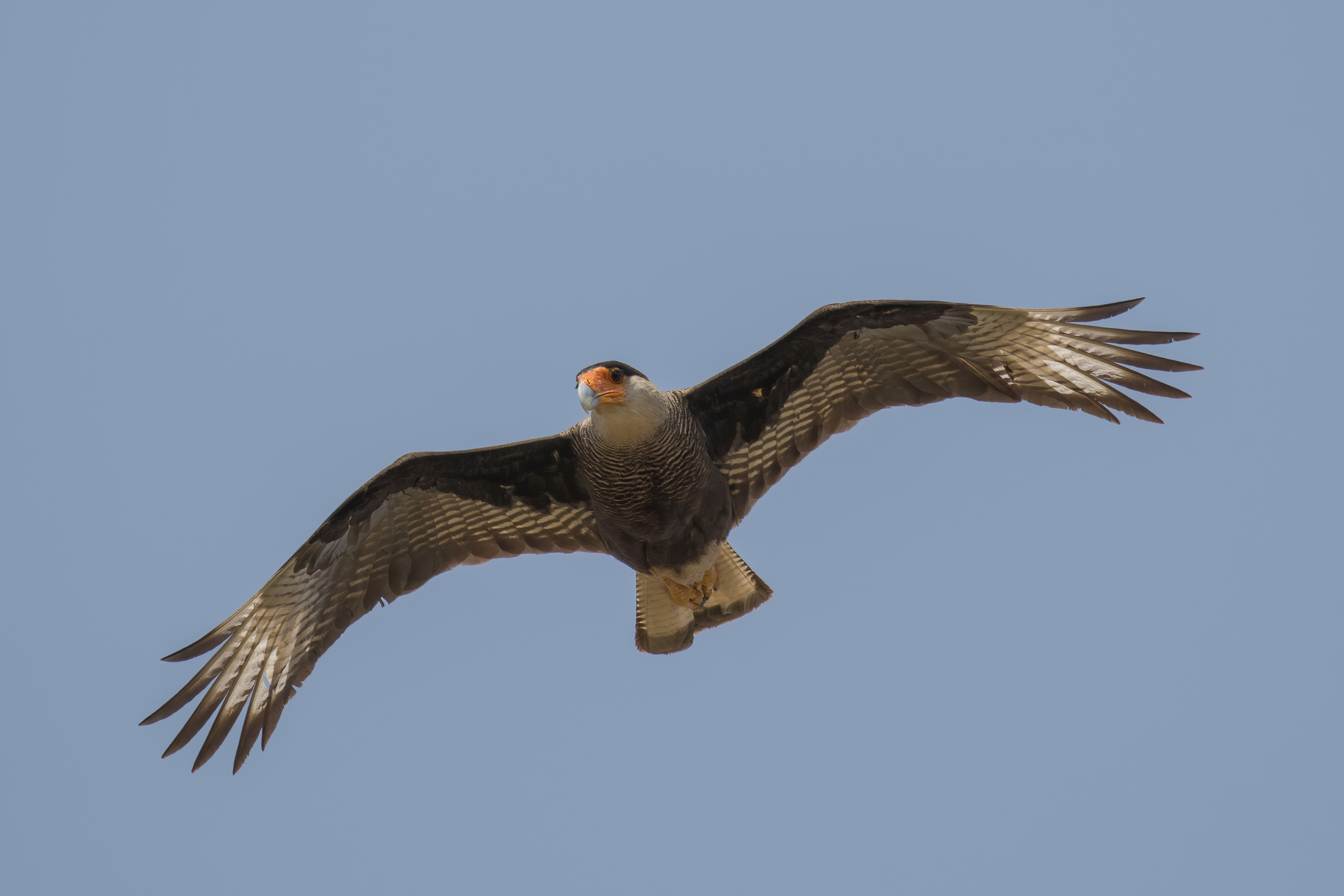
Tofskarakara
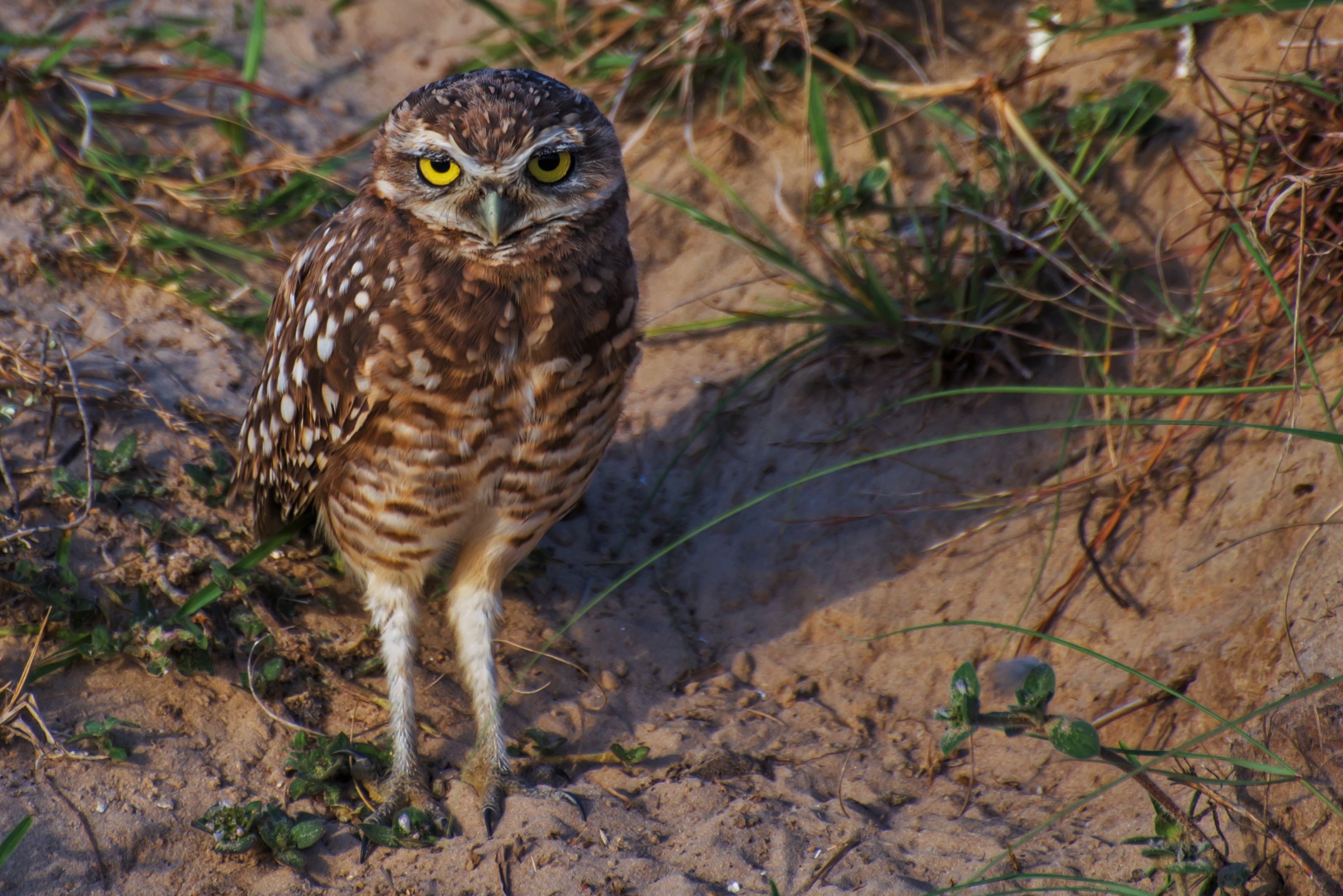
Prärieuggla
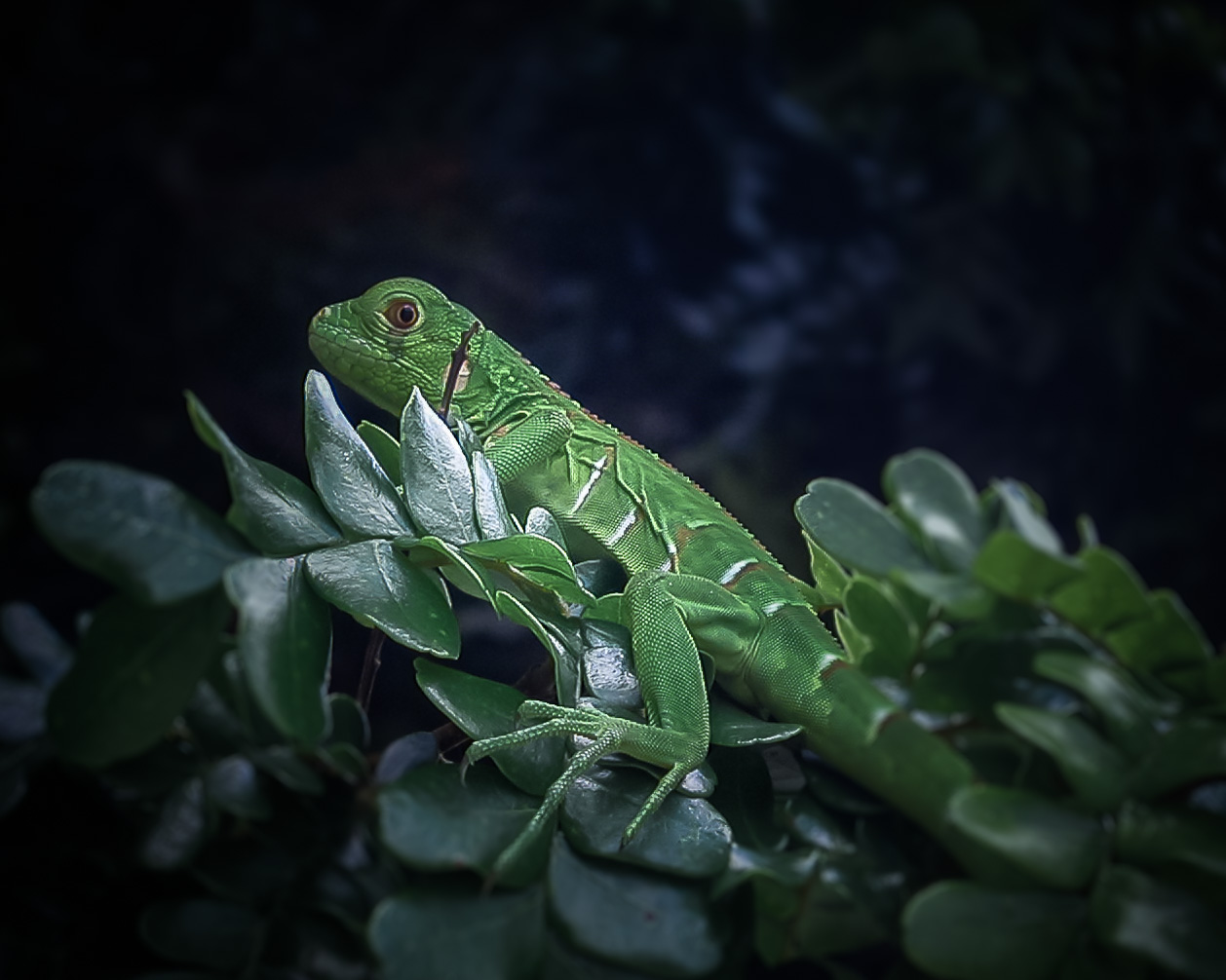
Grön leguan
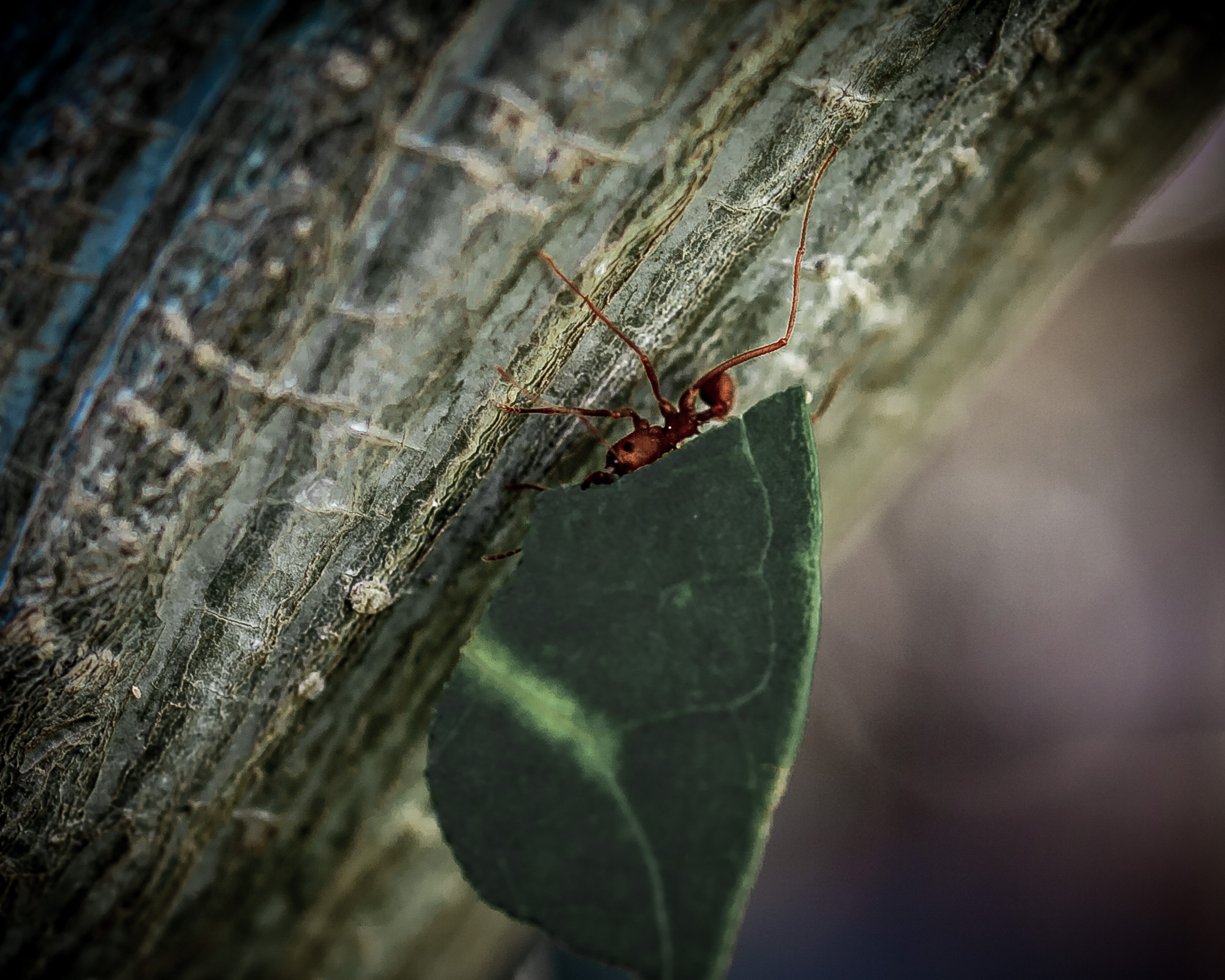
Bladskärarmyra
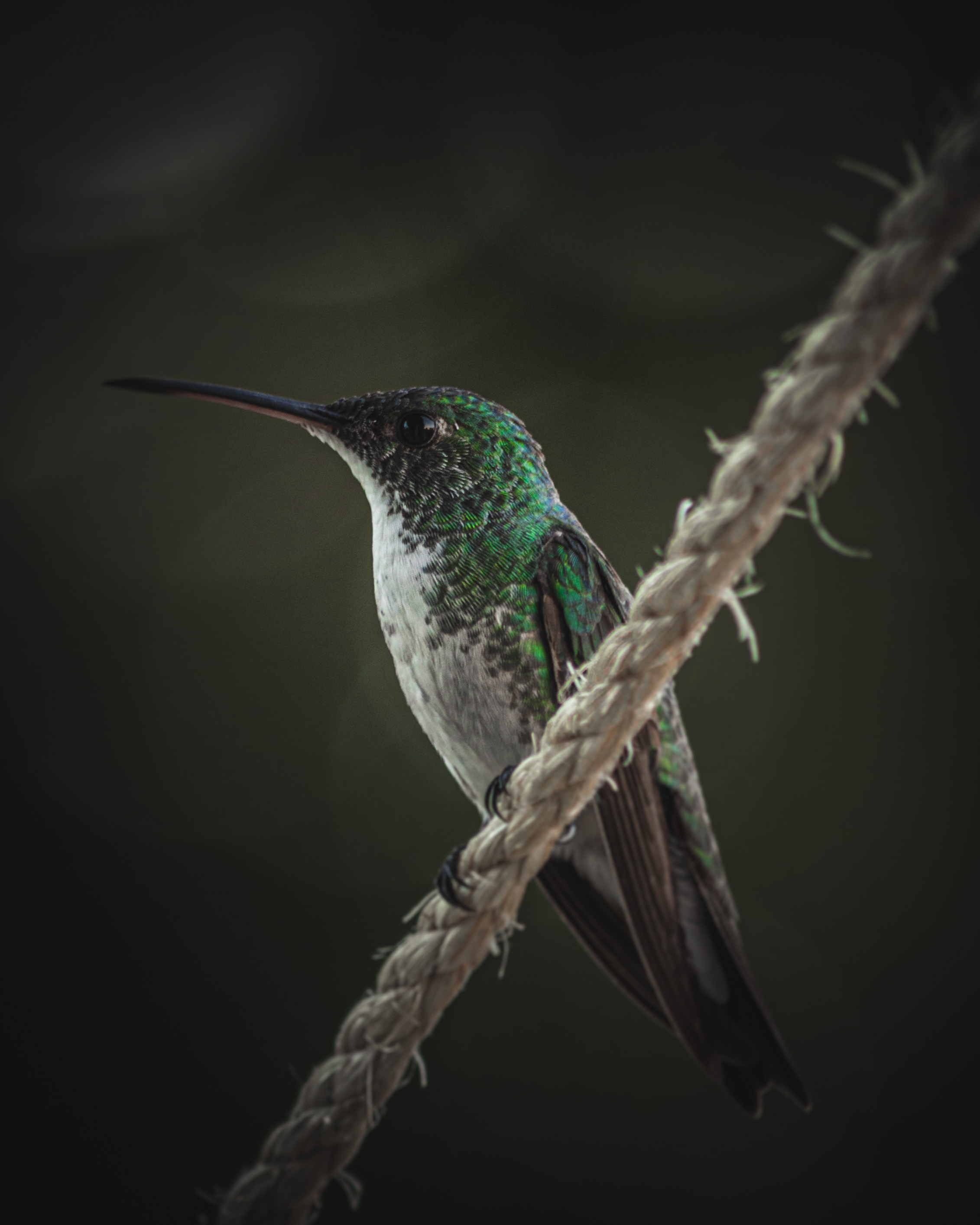
Ljusbukig smaragd

## Befolkningsdata
Liten befolkning och outvecklad kommunal infrastruktur påverkar livsförutsättningarna för invånarna i Sabiaguaba. Information från Brasiliens Institut för geografi och statistik, Instituto Brasileiro de Geografia e Estatística, IBGE, för år 2010: 
- Sabiaguaba är tredje minst befolkade stadsdelen. Invånarantalet minskade med 23,2 % från år 2000.
- Femte lägst andel läskunnighet i Fortaleza, 87,9 %.
- Näst högst andel hushåll utan elektricitet, 2,58 %.
- Högst antal hushåll som slänger sitt hushållsavfall på gatan eller i naturen, 12,7 %.